# Пиомба (затвор)
Пиомба (итал. Piombi) или оловни затвор налазио се на тавану Дуждеве палате у Венецији. Име је добио по великим оловним плочама којима је био покривен кров Дуждеве палате.

## О затвору
Поткровље је било подељено на шест или седам засебних соба са ојачаним дрвеним вратима са гвозденим деловима. Ту су биле и ћелије резервисане за политичке затворенике из Већа десеторице. Све ове просторије су биле повезане директно са судовима у палати. Из Сале инквизитора се такође доспевало директно у овај затвор. Димензије ћелија су прилично варирале, а и облици (ћелија у облику троугла, неправилног полиедра, 
квадратног или правоугаоног облика).

### Мост уздаха
Мост уздаха је повезивао палату са затвором. Преко тесног канала су постављене камене решетке. Мост је назван по последњим уздисајима за слободом осуђеника који се најчешће никад нису враћали из затвора.

## Ђакомо Казанова
Један од познатих затвореника био је и Ђакомо Казанова који је успео да побегне из затвора. Он је решио да бежи по сваку цену. На крају му је то и успело. Успео је да се спусти са оловног крова и да кроз отвор сиђе до степеништа и ту сачека да их домар отвори. Чим је свануло, домар је отворио врата, Казанова се сјурио низ степенице и побегао. Бег је детаљно описан у његовим Пустоловинама.